# アフリカ (戦列艦・2代)
アフリカ（HMS Africa）はトーマス・スレード設計のエセックス級64門3等戦列艦。1761年8月1日にブラックウォールで進水した。

## 艦長
- アレグザンダー・フッド：1761年-1763年、地中海